# Magyarország az 1986-os úszó-világbajnokságon
Magyarország a spanyolországi Madridban megrendezett 1986-os úszó-világbajnokság egyik részt vevő nemzete volt. Az ország a világbajnokságon 37 sportolóval képviseltette magát, akik összesen 3 aranyérmet szereztek.

## Versenyzők száma
| Sportág, szakág | Magyar résztvevő | Magyar résztvevő | Magyar résztvevő |
| Sportág, szakág | Férfi            | Nő               | Össz.            |
| Úszás           | 5                | 4                | 9                |
| Műugrás         | 0                | 2                | 2                |
| Szinkronúszás   | –                | 0                | 0                |
| Vízilabda       | 13               | 13               | 26               |
|                 |                  |                  |                  |
| Összesen        | 18               | 19               | 37               |

## Érmesek
| Érem      | Versenyző    | Versenyszám | Versenyszám           | Dátum |
| --------- | ------------ | ----------- | --------------------- | ----- |
| Aranyérem | Darnyi Tamás | úszás       | 200 m-es vegyes úszás |       |
| Aranyérem | Darnyi Tamás | úszás       | 400 m-es vegyes úszás |       |
| Aranyérem | Szabó József | úszás       | 200 m-es mellúszás    |       |

## Úszás
Férfi
| Versenyző       | Versenyszám        | Előfutam | Előfutam | Előfutam | Döntő   | Döntő     |
| Versenyző       | Versenyszám        | Idő      | Hely.    | Össz.    | Idő     | Helyezés  |
| --------------- | ------------------ | -------- | -------- | -------- | ------- | --------- |
| Darnyi Tamás    | 200 m hát úszás    | 2:08,06  | ?.       | 22.      | kiesett | kiesett   |
| Darnyi Tamás    | 200 m vegyes úszás | 2:04,18  | ?.       | ?.       | 2:01,57 | Aranyérem |
| Darnyi Tamás    | 400 m vegyes úszás | 4:24,98  | ?.       | ?.       | 4:18,98 | Aranyérem |
| Kalaus Valter   | 400 m gyorsúszás   | 4:00,68  | ?.       | 21.      | kiesett | kiesett   |
| Kalaus Valter   | 1500 m gyorsúszás  | 16:09,14 | ?.       | 22.      | kiesett | kiesett   |
| Szabó József    | 200 m mellúszás    | 2:17,30  | ?.       | ?.       | 2:14,20 | Aranyérem |
| Szabó József    | 200 m vegyes úszás | 2:09,45  | ?.       | 23.      | kiesett | kiesett   |
| Szabó József    | 400 m vegyes úszás | 4:24,88  | ?.       | ?.       | 4:23,02 | 4.        |
| Szabó Péter     | 100 m mellúszás    | 1:08,90  | ?.       | 39.      | kiesett | kiesett   |
| Szabó Péter     | 200 m mellúszás    | 2:20,35  | ?.       | ?.       | 2:20,24 | 13.       |
| Szilágyi Zoltán | 400 m gyorsúszás   | 3:59,19  | ?.       | 19.      | kiesett | kiesett   |

Női
| Versenyző    | Versenyszám         | Előfutam | Előfutam | Előfutam | Döntő   | Döntő    |
| Versenyző    | Versenyszám         | Idő      | Hely.    | Össz.    | Idő     | Helyezés |
| ------------ | ------------------- | -------- | -------- | -------- | ------- | -------- |
| Gyúró Mónika | 400 m gyorsúszás    | 4:19,13  | ?.       | ?.       | 4:18,80 | 13.      |
| Gyúró Mónika | 800 m gyorsúszás    | 9:03,94  | ?.       | 23.      | kiesett | kiesett  |
| Gyúró Mónika | 200 m hátúszás      | 2:17,65  | ?.       | ?.       | 2:17,39 | 11.      |
| Ormos Edit   | 100 m gyorsúszás    | 58,18    | ?.       | 17.      | kiesett | kiesett  |
| Ormos Edit   | 200 m gyorsúszás    | 2:04,21  | ?.       | ?.       | 2:03,85 | 13.      |
| Ormos Edit   | 100 m pillangóúszás | 1:02,94  | ?.       | ?.       | 1:02,28 | 12.      |
| Orosz Andrea | 200 m gyorsúszás    | 2:04,96  | ?.       | 17.      | kiesett | kiesett  |
| Orosz Andrea | 400 m gyorsúszás    | 4:16,93  | ?.       | ?.       | 2:16,74 | 8.       |
| Orosz Andrea | 800 m gyorsúszás    | 8:49,50  | ?.       | 11.      | kiesett | kiesett  |
| Varga Dóra   | 100 m hátúszás      | 1:05,32  | ?.       | 17.      | kiesett | kiesett  |
| Varga Dóra   | 200 m hátúszás      | 2:19,55  | ?.       | ?.       | 2:16,65 | 9.       |

## Műugrás
Női
| Versenyző      | Versenyszám                | Selejtezők | Selejtezők | Döntő   | Döntő   |
| Versenyző      | Versenyszám                | Pont       | Hely       | Pont    | Hely    |
| -------------- | -------------------------- | ---------- | ---------- | ------- | ------- |
| Gerlach Ágnes  | Női 3 méteres műugrás      | 419,22     | 12.        | kiesett | kiesett |
| Kelemen Ildikó | Női 10 méteres toronyugrás | ?          | ?.         | 369,78  | 7.      |

## Vízilabda

### Férfi
| Magyar nemzeti férfi vízilabdacsapat-játékoskeret | Magyar nemzeti férfi vízilabdacsapat-játékoskeret | Magyar nemzeti férfi vízilabdacsapat-játékoskeret | Magyar nemzeti férfi vízilabdacsapat-játékoskeret |
| #                                                 | Név                                               | Poszt                                             | Kor (1986. augusztus 14. szerint)                 |
| ------------------------------------------------- | ------------------------------------------------- | ------------------------------------------------- | ------------------------------------------------- |
|                                                   | Ambrus Tamás                                      | K                                                 | 1964. június 27. (22 évesen)                      |
|                                                   | Kuna Péter                                        | K                                                 | 1965. július 27. (21 évesen)                      |
|                                                   | Csapó Gábor                                       | M                                                 | 1950. szeptember 20. (35 évesen)                  |
|                                                   | Dóczi István                                      | M                                                 | 1965. január 8. (21 évesen)                       |
|                                                   | Gáspár Árpád                                      | M                                                 | 1961. 0. (25 évesen)                              |
|                                                   | Gyöngyösi András                                  | M                                                 | 1968. január 23. (18 évesen)                      |
|                                                   | Kis István                                        | M                                                 | 1958. július 25. (28 évesen)                      |
|                                                   | Mészáros Csaba                                    | M                                                 | 1964. augusztus 14. (22 évesen)                   |
|                                                   | Petőváry Zsolt                                    | M                                                 | 1963. március 15. (23 évesen)                     |
|                                                   | Schmiedt Gábor                                    | M                                                 | 1962. január 25. (24 évesen)                      |
|                                                   | Szileczky Péter                                   | M                                                 | 1964. szeptember 1. (21 évesen)                   |
|                                                   | Tóth Imre                                         | M                                                 | 1963. november 3. (22 évesen)                     |
|                                                   | Tóth Sándor                                       | M                                                 | 1960. 0. (26 évesen)                              |
| Szövetségi kapitány: Gyarmati Dezső               |                                                   |                                                   |                                                   |

Csoportkör
A csoport
| Csapat        | M | Gy | D | V | G+ | G– | Gk  | P |
| ------------- | - | -- | - | - | -- | -- | --- | - |
| Olaszország   | 3 | 3  | 0 | 0 | 24 | 20 | +4  | 6 |
| Spanyolország | 3 | 2  | 0 | 1 | 35 | 19 | +16 | 4 |
| Magyarország  | 3 | 1  | 0 | 2 | 29 | 18 | +11 | 2 |
| Izrael        | 3 | 0  | 0 | 3 | 13 | 44 | –31 | 0 |

| 1986. augusztus 14. 9:00 | Magyarország                                              | 16 – 2 | Izrael           | Játékvezetők: M. Hantal (török), H. Reinfrank (holland) |
| 1986. augusztus 14. 9:00 | (4–0, 3–1, 3–0, 6–1)                                      |        |                  | Játékvezetők: M. Hantal (török), H. Reinfrank (holland) |
| 1986. augusztus 14. 9:00 | Kis 5, Petőváry, Gyöngyösi 3-3 Dóczi, Tóth I. 2-2 Csapó 1 |        | Rahav, Keren 1-1 | Játékvezetők: M. Hantal (török), H. Reinfrank (holland) |

| 1986. augusztus 15. 19:45 | Magyarország                                       | 8 – 9 | Olaszország                                            | Játékvezetők: Csirunasz (szovjet), Polman (NSZK-beli) |
| 1986. augusztus 15. 19:45 | (2–0, 0–3, 3–3, 3–3)                               |       |                                                        | Játékvezetők: Csirunasz (szovjet), Polman (NSZK-beli) |
| 1986. augusztus 15. 19:45 | Dóczi 3, Gyöngyösi 2 Petőváry, Gáspár, Tóth I. 1-1 |       | Campagna 3, Misaggi, Fiorillo 2-2 Pisano, Ferretti 1-1 | Játékvezetők: Csirunasz (szovjet), Polman (NSZK-beli) |

| 1986. augusztus 16. 19:45 | Magyarország                    | 5 – 7 | Spanyolország                                 | Játékvezetők: Frady (amerikai, Tojgarli (török) |
| 1986. augusztus 16. 19:45 | (2–2, 0–0, 1–0, 2–5)            |       |                                               | Játékvezetők: Frady (amerikai, Tojgarli (török) |
| 1986. augusztus 16. 19:45 | Tóth S., Petőváry 2-2 Tóth I. 1 |       | Estiarte 3, Canal, Robert, Aguilar, Neira 1-1 | Játékvezetők: Frady (amerikai, Tojgarli (török) |

Középdöntő, alsó ág
G csoport
| Csapat       | M | Gy | D | V | G+ | G– | Gk  | P |
| ------------ | - | -- | - | - | -- | -- | --- | - |
| Magyarország | 2 | 2  | 0 | 0 | 23 | 8  | +15 | 4 |
| Ausztrália   | 2 | 1  | 0 | 1 | 17 | 8  | +9  | 2 |
| Izrael       | 2 | 0  | 0 | 2 | 3  | 27 | –24 | 0 |

| 1986. augusztus 19. 12:00 | Magyarország                               | 7 – 6 | Ausztrália                              | Játékvezetők: Trojcskij (szovjet), De La Hoz (kubai) |
| 1986. augusztus 19. 12:00 | (3–1, 2–3, 2–1, 0–1)                       |       |                                         | Játékvezetők: Trojcskij (szovjet), De La Hoz (kubai) |
| 1986. augusztus 19. 12:00 | Tóth S. 3, Gyöngyösi 2, Dóczi, Tóth I. 1-1 |       | Kerr 2 Pengelley, Clark Wybrow, Fox 1-1 | Játékvezetők: Trojcskij (szovjet), De La Hoz (kubai) |

A 9–12. helyért
| Csapat       | M | Gy | D | V | G+ | G– | Gk  | P |
| ------------ | - | -- | - | - | -- | -- | --- | - |
| Magyarország | 3 | 3  | 0 | 0 | 29 | 25 | +4  | 6 |
| Ausztrália   | 3 | 2  | 0 | 1 | 27 | 16 | +11 | 4 |
| Görögország  | 3 | 0  | 1 | 2 | 24 | 30 | –6  | 1 |
| Brazília     | 3 | 0  | 1 | 2 | 22 | 31 | –9  | 1 |

| 1986. augusztus 21. 10:45 | Magyarország                                        | 11 – 9 | Brazília                                                  | Játékvezetők: Lee (amerikai), Gombor (izraeli) |
| 1986. augusztus 21. 10:45 | (4–3, 2–4, 3–1, 2–1)                                |        |                                                           | Játékvezetők: Lee (amerikai), Gombor (izraeli) |
| 1986. augusztus 21. 10:45 | Dóczi 5 Petőváry, Kis 2-2, Szileczky, Gyöngyösi 1-1 |        | Tebbe, M. Andrade 3-3 Carsalade, H. Gomes, L. Vergara 1-1 | Játékvezetők: Lee (amerikai), Gombor (izraeli) |

| 1986. augusztus 22. 12:00 | Magyarország                                   | 11 – 10 | Görögország                                                                 | Játékvezetők: Amini (iráni), Fjarrstaad (svéd) |
| 1986. augusztus 22. 12:00 | (4–1, 4–2, 2–2, 1–5)                           |         |                                                                             | Játékvezetők: Amini (iráni), Fjarrstaad (svéd) |
| 1986. augusztus 22. 12:00 | Petőváry, Kis 3-3 Mészáros, Dóczi 2-2 Gáspár 1 |         | Giannopulosz 5 Mavrotasz, Venetopulosz Szeletopulosz, Aronisz, Paterosz 1-1 | Játékvezetők: Amini (iráni), Fjarrstaad (svéd) |

| Csapat       | Helyezés |
| ------------ | -------- |
| Magyarország | 9.       |

### Női
| Magyar nemzeti női vízilabdacsapat-játékoskeret | Magyar nemzeti női vízilabdacsapat-játékoskeret | Magyar nemzeti női vízilabdacsapat-játékoskeret | Magyar nemzeti női vízilabdacsapat-játékoskeret |
| #                                               | Név                                             | Poszt                                           | Kor (1986. augusztus 14. szerint)               |
| ----------------------------------------------- | ----------------------------------------------- | ----------------------------------------------- | ----------------------------------------------- |
|                                                 | Huff Zsuzsanna                                  | K                                               | 1964. május 25. (22 évesen)                     |
|                                                 | Szalkay Orsolya                                 | K                                               | 1968. augusztus 19. (17 évesen)                 |
|                                                 | Dancsa Katalin                                  | M                                               | 1963. december 20. (22 évesen)                  |
|                                                 | Dénes Andrea                                    | M                                               | 1967. 0. (19 évesen)                            |
|                                                 | Eke Andrea                                      | M                                               | 1968. március 19. (18 évesen)                   |
|                                                 | Ernst Ágnes                                     | M                                               | 1957. október 20. (28 évesen)                   |
|                                                 | Gallov Gabriella                                | M                                               | 1963. 0. (23 évesen)                            |
|                                                 | Kertész Zsuzsa                                  | M                                               | 1965. december 28. (20 évesen)                  |
|                                                 | Kókai Ildikó                                    | M                                               | 1963. december 17. (22 évesen)                  |
|                                                 | Rafael Irén                                     | M                                               | 1966. október 11. (19 évesen)                   |
|                                                 | Schäffer Zsuzsa                                 | M                                               | 1961. május 21. (25 évesen)                     |
|                                                 | Sedlmayer Ildikó                                | M                                               | 1963. 0. (23 évesen)                            |
|                                                 | Várkonyi Gabriella                              | M                                               | 1963. május 22. (23 évesen)                     |
| Szövetségi kapitány: Konrád János               |                                                 |                                                 |                                                 |

Csoportkör
A csoport
| Csapat           | M | Gy | D | V | G+ | G– | Gk  | P |
| ---------------- | - | -- | - | - | -- | -- | --- | - |
| Egyesült Államok | 3 | 2  | 1 | 0 | 32 | 18 | +14 | 5 |
| Kanada           | 3 | 2  | 1 | 0 | 27 | 17 | +10 | 5 |
| Magyarország     | 3 | 1  | 0 | 2 | 24 | 30 | –6  | 2 |
| Norvégia         | 3 | 0  | 0 | 3 | 19 | 37 | –18 | 0 |

| 1986. augusztus 15. 13:30 | Magyarország         | 4 – 9 | Kanada                                                                      | Játékvezetők: Dooms (belga), Burge (brit) |
| 1986. augusztus 15. 13:30 | (1–1, 2–2, 0–3, 1–3) |       |                                                                             | Játékvezetők: Dooms (belga), Burge (brit) |
| 1986. augusztus 15. 13:30 | Kertész 3, Rafael 1  |       | Gervais 3, Deslieres, Brunetta, Nickles, Kaulbach, Thorington, Auclaire 1-1 | Játékvezetők: Dooms (belga), Burge (brit) |

| 1986. augusztus 16. 11:00 | Magyarország                                  | 12 – 10 | Norvégia                                              | Játékvezetők: Ortega (spanyol), Timoc (román) |
| 1986. augusztus 16. 11:00 | (4–1, 4–3, 2–2, 2–4)                          |         |                                                       | Játékvezetők: Ortega (spanyol), Timoc (román) |
| 1986. augusztus 16. 11:00 | Dancsa 4, Rafael, Eke 3-3 Kókai, Schäffer 1-1 |         | Lokke 4, T. Hansen 3 L. Olsson, Hagström, Paulsen 1-1 | Játékvezetők: Ortega (spanyol), Timoc (román) |

| 1986. augusztus 18. 13:30 | Magyarország                      | 8 – 11 | Egyesült Államok                                                     | Játékvezetők: Burge (brit), Tellegem (holland) |
| 1986. augusztus 18. 13:30 | (2–3, 3–2, 1–3, 2–3)              |        |                                                                      | Játékvezetők: Burge (brit), Tellegem (holland) |
| 1986. augusztus 18. 13:30 | Dancsa Eke, Schäffer, Rafael 2-2, |        | Sterkel 4, O’ Toele 2 Kadlubek, Breckon, Gascon, Lapay, Laughlin 1-1 | Játékvezetők: Burge (brit), Tellegem (holland) |

Döntő
| Csapat           | M | Gy | D | V | G+ | G– | Gk  | P  |
| ---------------- | - | -- | - | - | -- | -- | --- | -- |
| Ausztrália       | 5 | 5  | 0 | 0 | 54 | 30 | +24 | 10 |
| Hollandia        | 5 | 4  | 0 | 1 | 55 | 30 | +25 | 8  |
| Egyesült Államok | 5 | 2  | 1 | 2 | 45 | 34 | +11 | 5  |
| Kanada           | 5 | 2  | 1 | 2 | 38 | 35 | +3  | 5  |
| Magyarország     | 5 | 1  | 0 | 4 | 37 | 52 | –15 | 2  |
| NSZK             | 5 | 0  | 0 | 5 | 23 | 71 | –48 | 0  |

| 1986. augusztus 20. 12:15 | Magyarország               | 6 – 11 | Hollandia                                                          | Játékvezetők: Cillero (spanyol), Van de Vreken (belga) |
| 1986. augusztus 20. 12:15 | (2–4, 1–2, 2–2, 1–3)       |        |                                                                    | Játékvezetők: Cillero (spanyol), Van de Vreken (belga) |
| 1986. augusztus 20. 12:15 | Eke 3, Kertész 2, Dancsa 1 |        | Van der Veen 4, Van der Heuvel 3, Lindhout 2, Libregts, Verdam 1-1 | Játékvezetők: Cillero (spanyol), Van de Vreken (belga) |

| 1986. augusztus 21. 12:15 | Magyarország                 | 4 – 13 | Ausztrália                                                 | Játékvezetők: Tojgarli (török), Omar (egyiptomi) |
| 1986. augusztus 21. 12:15 | (0–3, 2–1, 2–3, 0–6)         |        |                                                            | Játékvezetők: Tojgarli (török), Omar (egyiptomi) |
| 1986. augusztus 21. 12:15 | Rafael 2, Sedlmayer, Eke 1-1 |        | Sheperd 5, Handley 4, Parkers, Northam, Watson, Rayner 1-1 | Játékvezetők: Tojgarli (török), Omar (egyiptomi) |

| 1986. augusztus 22. 11:00 | Magyarország                                                      | 15 – 8 | NSZK                                                         | Játékvezetők: Bewer (ausztrál), Zsun Szeng (kínai) |
| 1986. augusztus 22. 11:00 | (4–2, 6–1, 4–1, 1–4)                                              |        |                                                              | Játékvezetők: Bewer (ausztrál), Zsun Szeng (kínai) |
| 1986. augusztus 22. 11:00 | Eke, Dancsa, Kertész 3-3, Rafael, Kókai 2-2, Gallov, Schäffer 1-1 |        | Flerschütz, Kurschildgen 2-2 Gossman, Kleine, Olek, Pilz 1-1 | Játékvezetők: Bewer (ausztrál), Zsun Szeng (kínai) |

| Csapat       | Helyezés |
| ------------ | -------- |
| Magyarország | 5.       |